# Anastassija Petrowna Manzewitsch
Anastassija Petrowna Manzewitsch (russisch Анастасия Петровна Манцевич; * 1899 in St. Petersburg; † 1982 in Leningrad) war eine russisch-sowjetische Althistorikerin.

## Leben
Manzewitschs Vater Petr Pawlowitsch Manzewitsch stammte aus einer Bauernfamilie in Ikasn bei Braslau. Sie studierte an der Universität Leningrad mit Abschluss 1924.
Manzewitsch arbeitete ab 1924 in der Leningrader Eremitage. Sie war anfangs wissenschaftliche Mitarbeiterin der Skythen-Sektion der helleninistisch-skythischen Abteilung. Sie wurde zur Kandidatin der Geschichtswissenschaften promoviert. 1931 wurde sie Leiterin der neuen Abteilung für Vorzeit-Kulturen der Eremitage.
Im Deutsch-Sowjetischen Krieg lebte sie im blockierten Leningrad. Sie beteiligte sich an der Evakuierung der Eremitage-Sammlungen (1941–1942) und arbeitete in Hospitälern der Leningrader Front und in Petropawlowsk (1942–1944).
In den Nachkriegsjahren untersuchte Manzewitsch weiter sowohl die in der Eremitage aufbewahrten skythischen Objekte als auch die neu beschafften skythischen Funde aus Kurgan-Ausgrabungen an der nördlichen Schwarzmeerküste, so dass sie immer über neue archäologische Entdeckungen bestens informiert war. Besonders bedeutend war der Kurgan Solocha am linken Dnepr-Ufer nicht weit von Kamjanka-Dniprowska, der 1912–1913 von Nikolai Iwanowitsch Wesselowskis Expedition untersucht worden war. Die erste Arbeit zur Datierung dieser skythischen Grabstätte veröffentlichte sie 1945. Mit den Objekten aus den dortigen Ausgrabungen beschäftigte sie sich bis zu ihrem Tode. Ihr Forschungsschwerpunkt war die Alte Geschichte der nördlichen Schwarzmeerregion, so dass sie Expertin für die Kulturen der Skythen, Thraker, Griechen und Römer und der jeweiligen Wechselwirkungen wurde. Sie vertrat die sowjetische Skythologie auf internationalen Konferenzen in Bulgarien (1962, 1976), Jugoslawien (1971) und Rumänien (1976).
Manzewitsch war Mitglied der Gesellschaft für Sowjetisch-Bulgarische Freundschaft.

## Werke (Auswahl)
- Der Armring aus Kul’-Oba. In: Archäologischer Anzeiger. Nr. 4, 1931, S. 106–116.
- Ein Grabfund aus Chersones. In: Verhandlungen der Akademie für Geschichte der materiellen Kultur. Band 2. Leningrad 1932.
- A Kalitva folyö Melletiikurgán. In: Archaeologiai Értesitö. Budapest 1961, S. 77–81.
- Leningrado. In: Encyclopedia dell’arte antica. Band IV. Rom 1961, S. 451–456.
- Das Relief aus Skelka bei Olbia. In: Bibliotheca Classica Orientalis. Documentation der altertumswissenschaftlichen Literatur der Sowjetunion und der Länder der Volksdemokratie. Band VIII, Nr. 4. Berlin 1963, S. 231.
- Sur l’origine des objets de toreutique retrouvés dans les tumuli de l’époque scythe. In: Reflets d’humanisme. Band 39. Brüssel 1968, S. 3–19.
- Scythian, Persian and Central Asian art from the Hermitage collection. Leningrad Tokio Exhibition catalogue. Kioto 1969, S. 3–8, 23–26, 31–33.
- Sur quelques objets du tumulus de Maicop. In: Apulum. Band IX. Alba Iulia 1971, S. 103–127.
- Sur l’origine des objets de l’époque scythe d’après les matériaux de l’Ermitage. In: Jahrbuch für prähistorische und ethnographische Kunst. Band 24, 1977, S. 69–78.
- Sur l’origine des objets de toreutique retrouvés dans les tumuli de l’époque scythe. In: Studies in ancient Jewellery. Löwen 1980, S. 80–105.
- Zu den skythisch-thrakischen kulturellen Beziehungen in der Antike (unter besonderer Berücksichtigung der Toreutik). In: 3. Internationaler Thrakologischer Kongress. Wien 1980, S. 130–135.
- Finds in the Zaporozhe Barrow: New Light on the Siberian Collection of Peter the Great. In: American Journal of Archaeology. Band 86, 1982, S. 469–474.